# Gare de Conchil-le-Temple
La gare de Conchil-le-Temple est une gare ferroviaire française de la ligne de Longueau à Boulogne-Ville, située sur le territoire de la commune de Conchil-le-Temple dans le département du Pas-de-Calais, en région Nord-Pas-de-Calais. 
C'est une gare de la Société nationale des chemins de fer français ouverte au service du fret.

## Situation ferroviaire
Établie à 5 mètres d'altitude, la gare de Conchil-le-Temple est située au point kilométrique (PK) 209,014 de la ligne de Longueau à Boulogne-Ville, entre les gares ouvertes de Rue et de Rang-du-Fliers - Verton. 

## Histoire
En 1880, la Compagnie des chemins de fer du Nord achève les travaux d'installation de la « station de Conchil-le-Temple » mise en service le 1er septembre 1879.
La gare est désormais fermée au trafic des voyageurs.

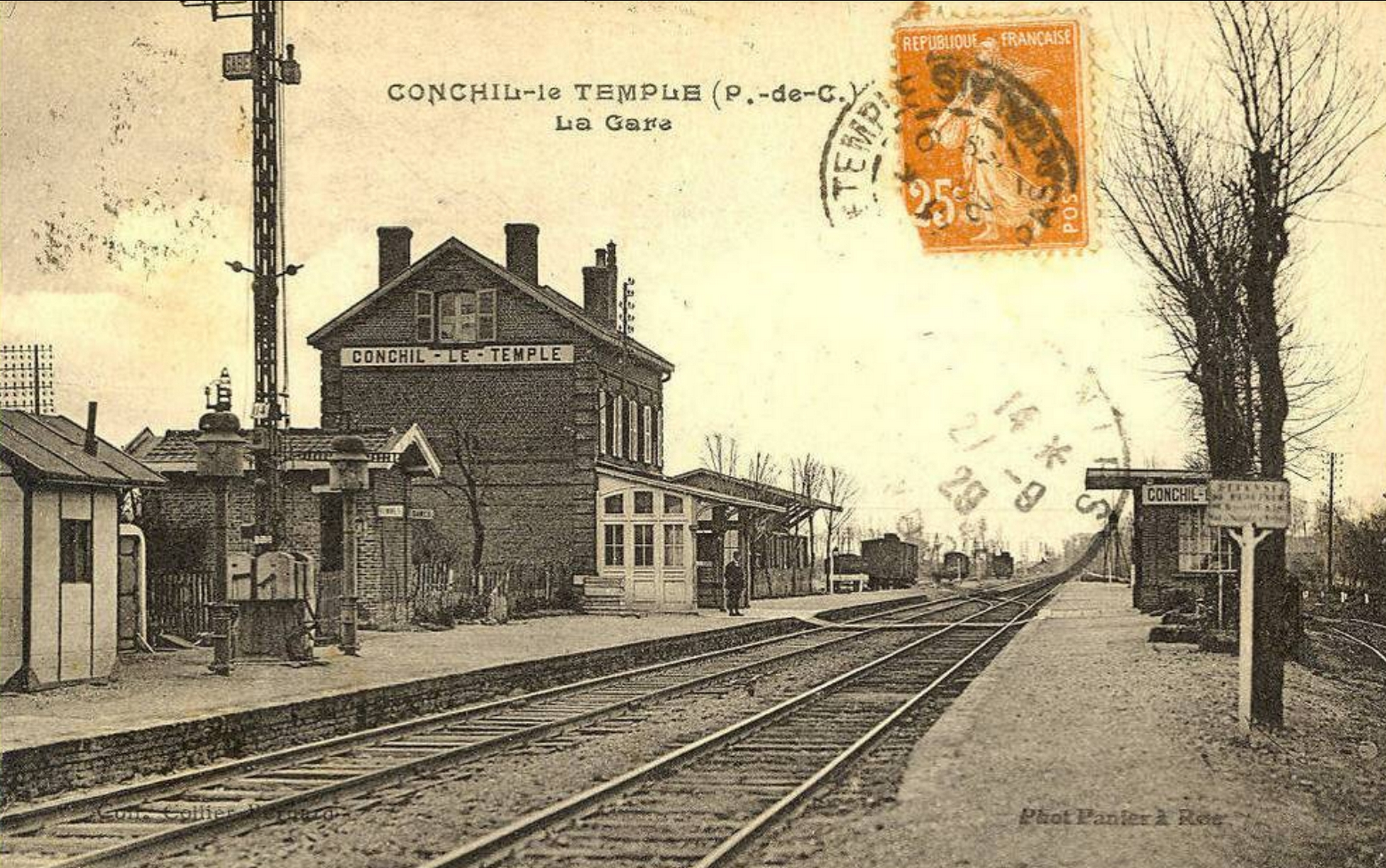
La gare vers 1900.

## Patrimoine ferroviaire
Le bâtiment voyageurs (BV) évoque les constructions standard de la Compagnie du Nord pour les gares de faible importance mais s'en distingue par l'absence d'ailes latérales et par la présence de quatre ouvertures à chaque étage côté voies (contre trois sur les BV standard).
Il a depuis été réaffecté.

## Service des marchandises
Cette gare est ouverte au service du fret (train massif et desserte d'une installation terminale embranchée : EMOFER-COLAS RAIL).